# Moskau (Lied)
Moskau ist ein deutscher Schlager, komponiert von Ralph Siegel, getextet von Bernd Meinunger, der 1979 erstmals von der Gruppe Dschinghis Khan vorgestellt wurde.

## Geschichte
Das Lied war ein großer Erfolg in Deutschland (Platz 3 in der Hitparade), mehr noch in Australien. Hier verharrte der Song sechs Wochen auf Platz 1, da ihn das australische Fernsehen als Erkennungsmusik zu den Übertragungen der Olympischen Sommerspiele 1980 in Moskau verwendete.
In Russland wurde der Song ebenfalls sehr populär, obwohl er damals nicht käuflich zu erwerben war. Als sich Moskau im Jahr 2009 als Gastgeber des Eurovision Song Contests präsentierte, wurde der Song zu Anfang eingespielt.
2018 feierten Dschinghis Khan anlässlich der Fußball-Weltmeisterschaft 2018 ein Comeback und brachten das Lied Moskau mit dem Sänger Jay Khan neu heraus.

## Coverversionen
Es gibt einige Coverversionen, zum Beispiel von der deutschen Black-Metal-Band Black Messiah, der Deutschpunk-Band Geistige Verunreinigung oder den Leningrad Cowboys. Eine chinesische Version mit anderem Text wurde von Da Zhangwei eingespielt. Im Jahr 2010 gab Uschi Blum – eine Kunstfigur von Hape Kerkeling – eine Vorstellung im Berliner Friedrichstadt-Palast. Eine russische Version wurde vom Nadežda Babkina Ensemble in der Silvestershow am 31. Dezember 2012 im russischen Fernsehsender Perwy Kanal vorgestellt.
Eine weitere Coverversion wird im Werbespot des Möbelhauses Höffner (Refrain „Höffner, Höffner, …“), in dem ebenfalls Hape Kerkeling auftritt, verwendet.
Die Satiresendung extra 3 sendete 2009 eine Persiflage des Songs.
2015 veröffentlichte Radio PSR eine Coverversion mit dem Titel Wurzen, anlässlich des dort stattfindenden Tages der Sachsen.
2015 coverte die Band Weena Morloch das Lied auf ihrem Album Grüss Gott, wir sind die Morlochs.
2020 veröffentlichten Da Tweekaz und Harris & Ford eine Hardstyle-Version des Lieds.

## Musikvideos
- Fassung von Da Zhangwei
- Fassung vom Nadežda Babkina Ensemble
- Uschi Blum (Hape Kerkeling) - Moskau 2010 auf YouTube
- Moskau Musijeunes gespielt von Orchester 2010 auf YouTube